# Marjamajn (Afrin)
Marjamajn (arab. مريمين) – wieś w Syrii, w muhafazie Aleppo. W 2004 roku liczyła 810 mieszkańców.